# Jurij Rodionov
Jurij Rodionov, né le 16 mai 1999, est un joueur de tennis professionnel autrichien.

## Vie personnelle
Rodionov est d'origine biélorusse ; ses parents ont quitté la Biélorussie pour s'installer à Nuremberg en 1996, où Rodionov est né, avant de s'installer plus tard en Autriche.

## Carrière professionnelle

### 2018-20: Premiers titres Challenger, top 150, victoire dans le top 15
Rodionov remporte en 2018 son premier titre sur le circuit Challenger à Almaty, avant d'être sacré à deux reprises en simple en 2020.
Rodionov fait ses débuts dans un tableau principal de Grand Chelem à Roland-Garros 2020 en tant que qualifié et a atteint le deuxième tour avec une victoire sur Jérémy Chardy en cinq sets.
Il a atteint le top 150 le 12 octobre 2020 au 148e rang mondial. Également en octobre 2020, en tant que wildcard, il remporte la plus grande victoire de sa carrière à Vienne, où il bat Denis Shapovalov, numéro 12 mondial, en trois sets. Il perd au tour suivant contre Dan Evans.

### 2021: Première demi-finale ATP
Rodionov atteint sa première demi finale sur le circuit ATP en battant notamment Alex De Minaur à Stuttgart avant de se retirer en raison d'une blessure lors du match contre le futur champion Marin Čilić. À la suite de ce parcours, il atteint le meilleur classement de sa carrière, la 135e place mondiale.

### 2022: Deux autres titres Challenger, top 125, n°1 autrichien
Il remporte deux nouveaux titres sur le circuit Challenger en mars et en mai. Il devient ainsi e numéro 1 autrichien le 9 mai 2022.

### 2023-24: débuts en Masters 1000, première entrée dans le top 100
En mars 2023, il remporte son sixième Challenger au total et le premier de la saison 2023 à Bienne, en Suisse, où il était le champion en titre . Il se qualifie quelques semaines plus tard pour son premier Masters 1000 à Madrid.
Classé n°132, il rentre dans le tableau principal de Roland-Garros 2023 en tant que lucky loser, où il s'incline une nouvelle fois contre Lucas Pouille, après avoir également perdu contre lui également au dernier tour des qualifications. Il atteint le top 100 pour la première fois le 28 août 2023.
Il atteint notamment ensuite les quarts de finale à Astana, où en tant que qualifié, il atteint les quarts de finale en battant la deuxième tête de série Sebastián Báez, avant de perdre contre le futur champion Adrian Mannarino.
En 2024, il rentre à nouveau dans un tableau de Masters 1000 en tant que lucky loser à Indian Wells.

## Coupe Davis
Rodionov représente l'Autriche en Coupe Davis, où il a un bilan de 5-5 victoires/défaites . Il a fait ses débuts lors de la Coupe Davis 2019 contre Nicolás Jarry.

## Parcours dans les tournois duGrand Chelem

### En simple
| Année | Open d'Australie | Open d'Australie | Internationaux de France | Internationaux de France | Wimbledon | Wimbledon       | US Open | US Open         |
| ----- | ---------------- | ---------------- | ------------------------ | ------------------------ | --------- | --------------- | ------- | --------------- |
| 2020  | —                | —                | 2e tour (1/32)           | Norbert Gombos           | Annulé    | Annulé          | —       | —               |
| 2021  | Q1               | Viktor Troicki   | Q1                       | Tobias Kamke             | —         | —               | Q3      | Kamil Majchrzak |
| 2022  | Q2               | Filip Horanský   | Q2                       | Pavel Kotov              | Q2        | Renzo Olivo     | —       | —               |
| 2023  | Q2               | Adrian Andreev   | 1er tour (1/64)          | Lucas Pouille            | Q2        | Gijs Brouwer    | Q1      | Patrick Kypson  |
| 2024  | —                | —                | Q1                       | Daniel Rincón            | Q1        | Beibit Zhukayev | Q3      | Kyrian Jacquet  |
| 2025  | Q1               | T. Tirante       |                          |                          |           |                 |         |                 |

N.B. : à droite du résultat se trouve le nom de l'ultime adversaire.

## Parcours dans lesMasters 1000
| Année | Indian Wells         | Miami | Monte-Carlo | Madrid            | Rome | Canada | Cincinnati | Shanghai | Paris |
| ----- | -------------------- | ----- | ----------- | ----------------- | ---- | ------ | ---------- | -------- | ----- |
| 2023  | —                    | —     | —           | 1er tour Zhang Z. | —    | —      | —          | —        | —     |
| 2024  | 1er tour F. Marozsán | —     | —           | —                 | —    | —      | —          | —        | —     |

N.B. : sous le résultat se trouve le nom de l’ultime adversaire.

## Classements ATP en fin de saison
| Année          | 2015 | 2016 | 2017 | 2018 | 2019 | 2020 | 2021 | 2022 | 2023 | 2024 |
| Rang en simple | 1582 | 988  | 503  | 217  | 299  | 144  | 136  | 122  | 115  | 175  |
| Rang en double | –    | –    | 1483 | 471  | 332  | 299  | 413  | 502  | 876  | 261  |

Source : (en) Classements de Jurij Rodionov sur le site officiel de la Fédération internationale de tennis